# Équipe de Tunisie de futsal
 (août 2024).
Si vous disposez d'ouvrages ou d'articles de référence ou si vous connaissez des sites web de qualité traitant du thème abordé ici, merci de compléter l'article en donnant les références utiles à sa vérifiabilité et en les liant à la section « Notes et références ».
Maillots
L'équipe de Tunisie de futsal (arabe : منتخب تونس لكرة القدم الخماسية), surnommée les « Aigles de Carthage », est constituée d'une sélection des meilleurs joueurs de futsal tunisiens sous l'égide de la Fédération tunisienne de football.

## Histoire

### Coupe du monde de futsal
- 1989 : Non qualifié
- 1992 : Non qualifié
- 1996 : Non qualifié
- 2000 : Non qualifié
- 2004 : Non qualifié
- 2008 : Non qualifié
- 2012 : Non qualifié
- 2016 : Non qualifié
- 2021 : Non qualifié
- 2024 : Non qualifié

### Championnat d'Afrique de futsal
- 1996 : Non qualifié
- 2000 : Non qualifié
- 2004 : Non qualifié
- 2008 : 1er tour[1]
- 2011 : Annulé
- 2016 : Phase de groupes[2]
- 2020 : Non qualifié
- 2024 : Non qualifié

### Championnat arabe des nations de futsal
- 1998 : Non inscrit
- 2005 : Non inscrit
- 2007 : Non inscrit
- 2008 : 1er tour

### Tournoi UNAF de Futsal
- 2005 : 3e
- 2009 : 3e
- 2010 : 3e

### Coupe méditerranéenne de futsal
- 2010 : Quarts de finaliste

## Effectif
- Maher Mazhoud, Abdelmonem Marouani, Heni Kouki, Ali Ben Brahim, Hichem Ben Farhat, Nadhem Hamdi Zarrouk et Moez Trabelsi (Tunis Air Club) ;
- Hamza Ben Massaoud et Bassem Manai (Association sportive de l'Office de la marine marchande et des ports de La Goulette) ;
- Zoubeir Amimi (Ahly Sfax) ;
- Rachid Moumen (Futsal Club Tataouine) ;
- Amine Ayari (Jeunesse sportive de la maison des jeunes de Houmt Souk).